# Transfiguration of Vincent
Transfiguration of Vincent, pubblicato nel 2003, è il terzo album in studio del cantautore M. Ward. Il titolo allude all'album del 1965 The Transfiguration of Blind Joe Death di John Fahey, e si riferisce alla vita e alla morte di Vincent O'Brien, un caro amico di Ward.
Transfiguration of Vincent è stato inserito da Slant Magazine al numero 88 della lista dei migliori album degli anni 2000.

## Tracce
1. Transfiguration #1 – 2:41
2. Vincent O'Brien – 2:38
3. Sad, Sad Song – 3:10
4. Undertaker – 3:33
5. Duet for Guitars #3 – 1:52
6. Outta My Head – 2:52
7. Involuntary – 4:03
8. Helicopter – 3:51
9. Poor Boy, Minor Key – 3:28
10. Fool Says – 1:49
11. Get to the Table on Time – 1:30
12. A Voice at the End of the Line – 2:14
13. Dead Man – 3:23 – 3:23
14. Let's Dance (David Bowie) – 5:00
15. Transfiguration #2 – 2:05